# Иван Асянчин
Иван Поппанайотов Асянчин или Асиянчин е български духовник, просветен деец, революционер и дарител от Българското възраждане в Македония.

## Биография
Асянчин е роден на в 1834 година в разложкото село Баня в семейството на Панайот Илиев Асянчин, учител в Долно Драглища (1833) и Бачево (1835) и свещеник в Баня от 1835 година. Иван Асянчин остава сирак на 4 години. На 11 години заминава да работи в Беломорието, където учи на различни места. От 1849 година е учител в родното си село, а през 1855 – 1856 година – в Градево. В 1859 година получава свещенически сан и служи в Баня. От 1869 година преподава в новото класно училище. Пише във вестник „Македония“.
Асянчин взима участие и в революционните борби на нацията. Член е на основания в 1876 година от пратеника на Георги Бенковски Кузман Поптомов Шарланджията революционен комитет. След разкриването на комитета в навечерието на Априлското въстание Асянчин е затворен в Неврокоп. Освободен е след подкуп. След Кресненско-Разложкото въстание Асянчин се изселва със семейството си в Свободна България, като се заселва в Самоков, където продължава да се занимава с учебна и книжовна дейност. Автор е на ценната като исторически източник книга „Принос към изучаване на Разлога и по-частно на с. Баня, Разложко. Бележки и спомени“, издадена посмъртно в 1915 година в Пловдив. Асянчин оставя и 2000 златни лева за издръжка на училището в Баня.
Синът му Тодор Иванов Асянчин (1869 – 10 октомври 1938 г.) завършва педагогика и философия в Йена в 1892 г.

## Памет
В село Баня, на страничната фасада на читалището, около 1973 – 1974 година е поставена паметна плоча. Направена е от бял мрамор в желязна рамка, а текстът върху нея гласи: „Свещ. Иван Поппанайотов Асянчин – скромен труженик и просветител, дописник на цариградския в. „Македония“, редактиран от П. Р. Славейков. Написва „Принос [към] историята на с. Баня през XIX в.“.